# Bärenschliff
Als Bärenschliff werden glattgeriebene Stellen an Gesteinen in Höhlen bezeichnet, die während der letzten Kaltzeit durch Abrasion beim häufigen Kontakt mit Fell von Höhlenbären entstanden.
Es wird angenommen, dass sich Höhlenbären – wie die heute lebenden Braunbären – in Schlamm wälzten, um Parasiten aus ihrem Fell zu lösen. Die im Schlamm enthaltenen Feststoffe wirkten in Verbindung mit dem Deckhaar wie Schleifpapier. Bei ihrem Gang durch Höhlen streiften die Bären im Vorbeigehen mit dem Fell über exponiertes Gestein, das dadurch im Laufe der Zeit verrundete und teilweise eine wie polierte, spiegelglatte Oberfläche erhielt. Bärenschliff kommt, der Schulterhöhe von Höhlenbären entsprechend, nur in einer Höhe zwischen 0,4 und 1,4 Metern über dem pleistozänen Höhlenbodenniveau vor und ist vor allem an Engstellen, den Innenseiten von Biegungen und an Vorsprüngen ausgebildet. Er findet sich jedoch auch an Stalagmiten und Felsblöcken in geräumigen Höhlengängen und -hallen, wo die Tiere durch das Reiben des Fells Duftmarken absetzten, an denen sie sich im dunklen Höhleninneren orientieren konnten.
Bärenschliffe sind vor allem in Höhlen in Süddeutschland, Österreich und der Schweiz bekannt, beispielsweise in der Vogelherdhöhle, der Charlottenhöhle, im Hohlen Fels, in der Drachenhöhle und den Grotten von Saint-Brais.
Erstmals schriftlich erwähnt wurde der Begriff 1826 von dem deutschen Mineralogen und Geologen Johann Jacob Nöggerath. Er war drei Jahre zuvor in der Alten Höhle bei  Sundwig  auf Bärenschliff gestoßen.